# Кочегарка (газета)
Газета «Кочегарка» — одна з найстаріших газет на Донбасі.

## Історія
Перший номер газети, друкованого органу Бахмутського та Луганського комітетів КП(б)України, вийшов в місті Луганську 1 лютого 1919 під назвою «Рада комуністів». Але вже наприкінці лютого 1919 р. постановою Донецько-Криворізького обласного комітету КП(б)У газета була перейменована в «Донецько-Криворізький комуніст» і вийшла в тираж 28 лютого 1919 р. З 18 липня 1920 р. вона стає друкованим виданням Донецького губревкома, губкому КП(б)У і губвиконкому м. Луганська і виходить під назвою «Всеросійська кочегарка», продовжуючи рік видання і валову нумерацію газети «Донецько-Криворізький комуніст». В 1920 році головним редактором газети був Сергій Мазлах — один із фундаторів українського націонал-комунізму, співавтор книги «До хвилі».
З 10 грудня 1920 «Всеросійська кочегарка» видається в Бахмуті (нині Артемівськ) як орган Донецького губвиконкому, губпарткоми, бюро ЦК Всеросійського союзу гірників і центрального правління кам'яновугільної промисловості Донбасу. В анкеті про друк за 1922 р. зазначено: «… „Всеросійська Кочегарка“, губернський орган, м. Бахмут, виходить 3 рази на тиждень, тираж 4000-4300 прим. Постійні співробітники: редактор, зав. місцевим відділом (він же випусковий), секретар (він же зав. робочим і проф. відділом), 2 хронікера, кореспонденти на місцях штатних — 2, що не штатних, але регулярно пишуть 20-25. Видає газету кооперативне видавництво „Донбас“, організоване Донецьким губкомом КП(б)У в липні 1922 р.». Народившись у важкі роки громадянської війни, газета мобілізувала трудящих краю на боротьбу з ворогами молодої Радянської держави, а потім — на відновлення народного господарства, виконання планів перших п'ятирічок, ліквідацію неписьменності. Вона піднімала прапор ударництва, Ізотовскі, стахановського руху, Всесоюзного змагання промислових міст за соціалістичну культуру і побут.
Тут бере витоки Робко́рівська сила, першого в країні об'єднання пролетарських письменників. Тут починали свій творчий шлях багато видних журналісти та літератори. «Кочегарка» — одна з організаторів Робкорівського руху в Донбасі.
Наприкінці 1922 року редакцією було проведено конкурс найкращих робко́рів, що зіграло значну роль у залученні робітників і селян до співпраці в газеті.
З ініціативи газети в роки перших п'ятирічок видається «Бюлетень робкоров», проводяться Вседонецкіе з'їзди робітників кореспондентів. Багато робітників і сільські кореспонденти газети стали згодом журналістами-професіоналами, працювали в таких виданнях, як «Правда», АПН, ТАСС, «Червона зірка», «Ленінградська правда», республіканських та обласних газетах України та інших республік.
З 1922 р. при редакції газети «Всеросійська кочегарка» почало працювати одне з перших в країні літературне об'єднання пролетарських письменників Донбасу. Його школу пройшли і вперше опублікували на сторінках «Кочегарки» свої перші твори відомі письменники і поети: Б.Горбатов, М.Слонімскій, Ю.Черний-Діденко, Герой Радянського Союзу Б.Котов та інші. Великим другом «Кочегарки» з молодих років і до кінця життя був співак Донбасу Павло Нещадний, кавалер ордена Леніна, Почесний шахтар, Почесний громадянин Горлівки.
Ось рядки, присвячені улюбленій газеті: «Моїй виховательці. Чи знайду я слово для привіту І теплоту для того рядка… Хто виховав у мені поета І до пісні вказав ходки, Хто тримає в топках пломінь жаркий, Несучи країні тепло і світло, — Моїй улюбленій „Кочегарці“ Шахтарський бойовий привіт!» Відомий письменник Борис Горбатов писав: «… вона („Кочегарка“) була колискою всього літературного руху в Донбасі. У її надрах і з її робкорів народився „Забой“ — союз пролетарських письменників Донбасу».
У Кочегарці починали свою роботу Павло Нещадний, Ю. Черкаський, А.Авдеенко, Ю.Черний, А.Фарбер і багато інших …. Де тільки не зустрінеш і старих, і нових робкоров — вихованців найулюбленішою в Донбасі газети, нашої старої «Кочегарки» …. І я до самої своєї смерті буду вічно гордий тим, що і мені пощастило саме в «Кочегарці» починати своє життя.
Резолюцією загальних зборів трудящих Горлівського Госрудніка у вересні 1924 р.газета «Всеросійська кочегарка» визнана масової робочої газетою Донбасу, що висвітлює партійну, професійну, кооперативну, робоче життя, хід виробництва Донбасу, міжнародні події.
Газета пропонувала наступні теми для обговорення: внутрішнє становище СРСР, економічний стан, досягнення, міжнародне становище, партійне життя, професійний рух, кооперація і торгівля, життя села, агрономічні питання, наука і техніка, велися літературний і юридичний розділи. Було піднято питання про збільшення формату газети. З 1 січня 1925 газеті присвоєно назву «Всесоюзна кочегарка». У зв'язку з утворенням округів з 2 травня 1925 газета стає органом Донецького губкому та Артемівського окружкому КП(б)У, губвиконкому і окрпрофсовета і з липня 1925 р. починає виходити під своїм нинішнім назвою «Кочегарка». Основні завдання «Кочегарки»: «… створення масової газети, пристосованої для низового читача, що відповідає на запити робітничо-селянських мас, збільшення тиражу, закріплення постійних робкорів газети, своєчасна доставка на місця. Визнано правильним характер газети, як масової, з ухилом для низового партійного, професійного і радянського активу, вирішено приділити увагу профспілковому відділу, який повинен стати одним з найважливіших у газеті». Зазначалося, що на початку своєї роботи довелося зіткнутися з вкрай важким фінансовими труднощами і відсутністю достатньо підготовлених кадрів працівників редакції, т.к. кваліфіковані працівники були розподілені для керівництва роботою редакцій ін округів. З 15 вересня 1930 року в зв'язку з новим адміністративно-територіальним поділом і утворенням Горлівського району Донецької області «Кочегарка» реорганізується в щоденну газету райкому КП(б)У і райвиконкому (м. Горлівки), а з 2 вересня 1932 — Горлівського міськкому Компартії Україна і міської Ради депутатів трудящих. Постановою Донецького обкому КП(б)У від 26.05.1935 р. було вирішено провести 15-річний ювілей газети, створити комісію, преміювати найстаріших працівників газети, з фонду друку культпропотдела обкому КП(б)У виділити 5000 руб. і 250 кг паперу для випуску ювілейного номера в збільшеному форматі. Враховуючи слабкість поліграфічної бази «Кочегарки», вирішено просити ЦК ВКП (б) зобов'язати Укрполіграфтрест відзначити ювілей виділенням лінотипу і нової плоскою друкованої машини. На всіх етапах історії газета була на передньому краї боротьби за розвиток і зміцнення народного господарства країни. У різні періоди «Кочегарка» виходила спеціальними випусками на найважливіших ділянках і будовах Донбасу під назвами: «„Кочегарка“, на хлібозаготівлі», ""Кочегарка «у доломітчиків», «„Кочегарка“ на будівництві азотно-тукового заводу», «„Кочегарка“ на благоустрої міста», «„Кочегарка“ у воїнів територіальної дивізії». Виїзні редакції «Кочегарки» працювали на шахтах 1-3 «Кочегарка», № 5 ім. Леніна, на будівництві шахти ім. Румянцева та ін. Все це дозволяє говорити, що газета в перші роки Радянської влади була одним з бойових центральних періодичних видань. У квітні 1924 року в журналі «Червона друк» зазначалося, що це одна з найкращих робочих газет. «Кочегарка» активно брала участь в індустріалізації регіону, колективізації сільського господарства, реалізації планів перших п'ятирічок. Її основними темами були ударництво, стаханівський і Ізотовскіе рух. У 1932 році з ініціативи газети зародилося Всесоюзне змагання промислових міст за соціалістичну культуру і побут. У нього, слідом за Горлівкою, включилися такі міста, як Баку, Донецьк, Луганськ, Воронеж, Свердловськ, Кемерово й інші індустріальні центри Радянського Союзу. Наступним випробуванням для газети стала Велика Вітчизняна війна. З перших днів Великої Вітчизняної війни і до тимчасової окупації Горлівки газета мобілізує горловчан на боротьбу з ворогом, на ударну працю для фронту. Працівники редакції залишили місто одними з останніх, до кінця виконуючи свій обов'язок, багато з них відважно билися на фронті. У вересні 1943 р., Відразу ж після звільнення Горлівки, випуск газети відновився. Широке висвітлення в той період знаходить відновлення зруйнованого війною народного господарства, будівництво нових шахт і заводів, житла, розвиток інфраструктури міст і селищ. Газета підтримала заклик забійника шахти № 19-20 Степана Тютюнника розгорнути масове змагання за видобуток 500 тонн вугілля відбійним молотком. Комсомолка Марія Гришутіна через газету звернулася до своїх подруг: «Жінки в забій!».За короткий час замість тих, що пішли на фронт гірників у шахти опустилися десятки бригад жінок забійниць. А незабаром це патріотичне починання було підхоплено по всьому Донбасу. Чільне місце в наступні роки «Кочегарка» приділяла розвитку науково-технічного прогресу, впровадження у вугільній промисловості нових гірничих машин і механізмів. З її сторінок звучали голоси ентузіастів: Юхима Стародубцева, Віктора Сугоняко, Олександра Чичкана, Павла Гуржія, Олексія Бочкарьова, Сергія Александрова, Сергія Міхєєва, які стали згодом лауреатами Ленінської і Державних премій. Робота редакції неодноразово отримувала високу оцінку всесоюзної, республіканської, обласної друку. У зв'язку з 50-річчям газети, яке відзначалося в 1969 р., Президія Верховної Ради Української РСР нагородив «Кочегарка» Почесною грамотою, Міністерство вугільної промисловості удостоїло «Кочегарка» знака «Шахтарська слава». У 1979 р. газета була нагороджена орденом «Знак Пошани» та Почесною Грамотою Верховної Ради УРСР. Неодноразово «Кочегарка» виходила переможцем у республіканському огляді-конкурсі міських, районних та міськрайонних газет на найкраще оформлення та поліграфічне виконання. У роки незалежності України отримувала привітальні телеграми з Верховної Ради, Кабінету Міністрів України. Сьогодні «Кочегарка» — популярна міська газета горлівчан, з одним з найвищих тиражів в регіоні. Вона оперативно і об'єктивно інформує городян про громадське життя країни, міста, актуальні проблеми, підказує шляхи їх вирішення. Газета не залежить від владних структур і відповідальна тільки перед своїми читачами.